# Schlottenhof
Schlottenhof est un quartier de la ville d'Arzberg dans l'arrondissement de Wunsiedel im Fichtelgebirge, en Haute-Franconie (Bavière-Allemagne).

## Histoire
De la fin du XIXe siècle à 1964, c'est un centre de fabrication de porcelaine dont l'industrie employait jusqu'à 200 travailleurs.
Le 1er janvier 1978, dans le cadre de la réforme territoriale en Bavière, Schlottenhof, avant cela commune à part entière, a été incorporé à Arzberg.

## Rittergut
Dans le village se trouve le Rittergut, un ancien manoir de la famille von Benckendorff.
L'histoire des lieux remonte au premier millénaire. Elle débute lorsqu'un « Slavata », une chef de défrichement slave, procède à des déboisement et l'installation de culture entre Arzberg et Oschwitz. Une ferme fortifiée sert de défense. À l'époque féodale, à l'emplacement de l'actuel manoir se dresse un Wasserburg, château fort entouré de douves.
Le domaine passe d'un propriétaire à l'autre. Entre autres il y eut les ministériels egerlandais de Liebenstein, les seigneurs de Parsberg et l'abbaye de Waldsassen. En 1387, l'abbaye cède le village de Schlottenhof à Eckhart von Schirnding. La branche de Schlottenhof de cette famille s'éteint en 1586 et le fief passe en 1615 à Georg Wolf von Brandt de Seeberg (près d'Egra).
Le 24 janvier 1724, Adam Christoph von Benckendorff achète la propriété. Celui-ci et son héritier transforment la fortification médiévale en manoir de style Baroque tardif. Le « nouveau château », bâtisse de trois étages et de plan rectangulaire, est le premier à être réalisé en 1726. Il est richement décoré et équipé. Il comporte, entre autres, un poêle en faïence et fonte probablement réalisé vers 1752-1753 par Stöhr, un fabricant d'Arzberg,. Après l'incendie de 1749, les dépendances sont reconstruites et le toit de la porterie coiffé d'une tour d'horloge (qui sera détruite en 1945).
Dans la cour se trouve une fontaine et un bassin octogonal en pierre de style rococo simple. Sur la colonne, au centre du bassin, se dresse une statue de 1751 du « Brunnenwastl », personnage en costume de l'Egerland. Des historiens de l'art y voient la représentation d'un nain de cour, en vogue à l'époque.
Un jardin à la française est installé à côté du manoir.
En 1782, Georg Siegmund von Benckendorff fait réaliser le caveau familial à côté de l'église luthérienne d'Arzberg. À sa mort en 1786 ses filles héritent des biens. En 1838, Louise von Schirnding de Röthenbach devient propriétaire du domaine, puis le comte Hermann von Zedtwitz. En 1921, le domaine est démembré. Une partie des bâtiments sont démolies et il ne subsistent que deux parties.

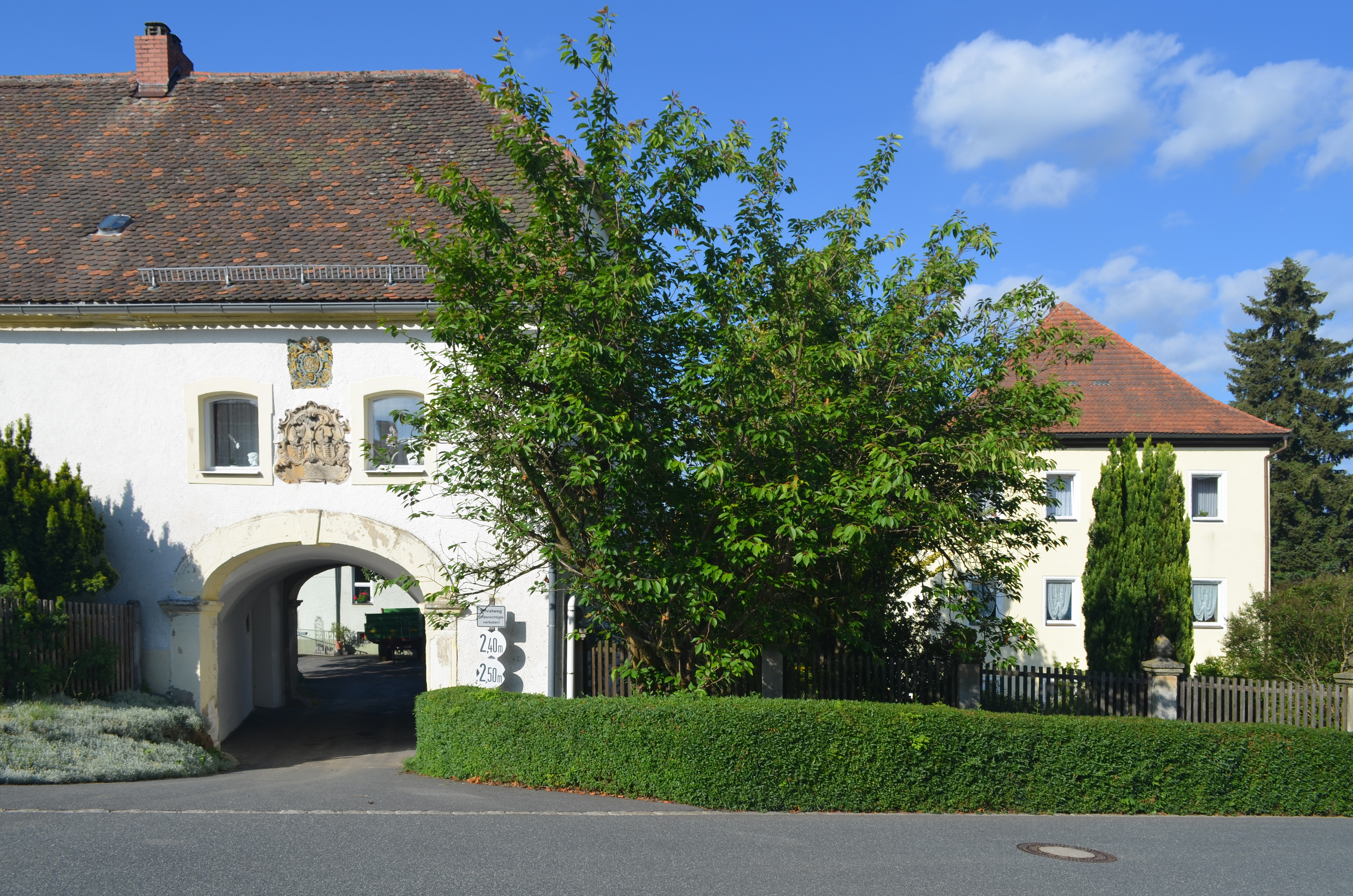
Le deux bâtiments subsistants du manoir.
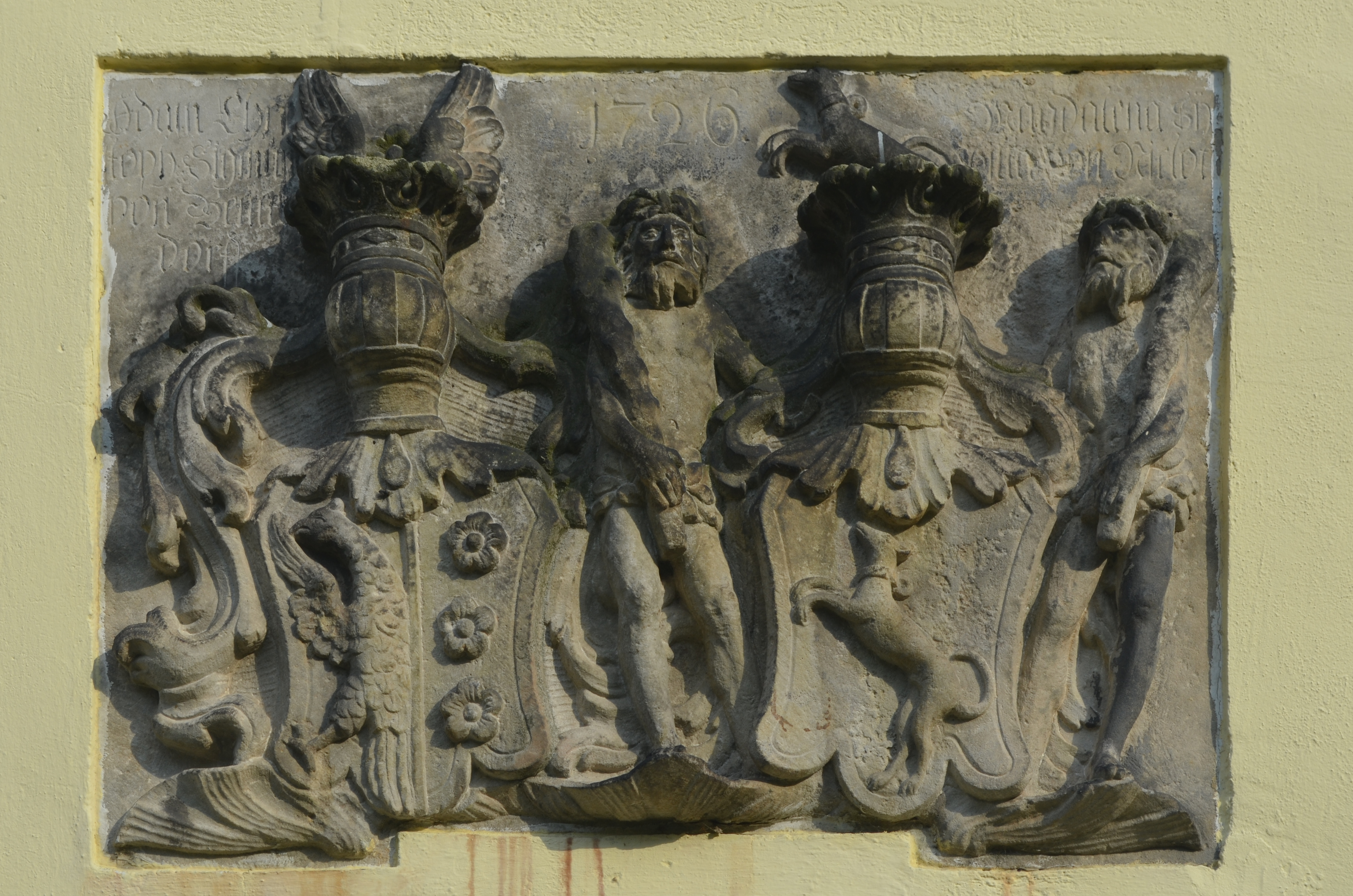
Armoiries d'alliance de von Benckendorff et von Niclot[10].
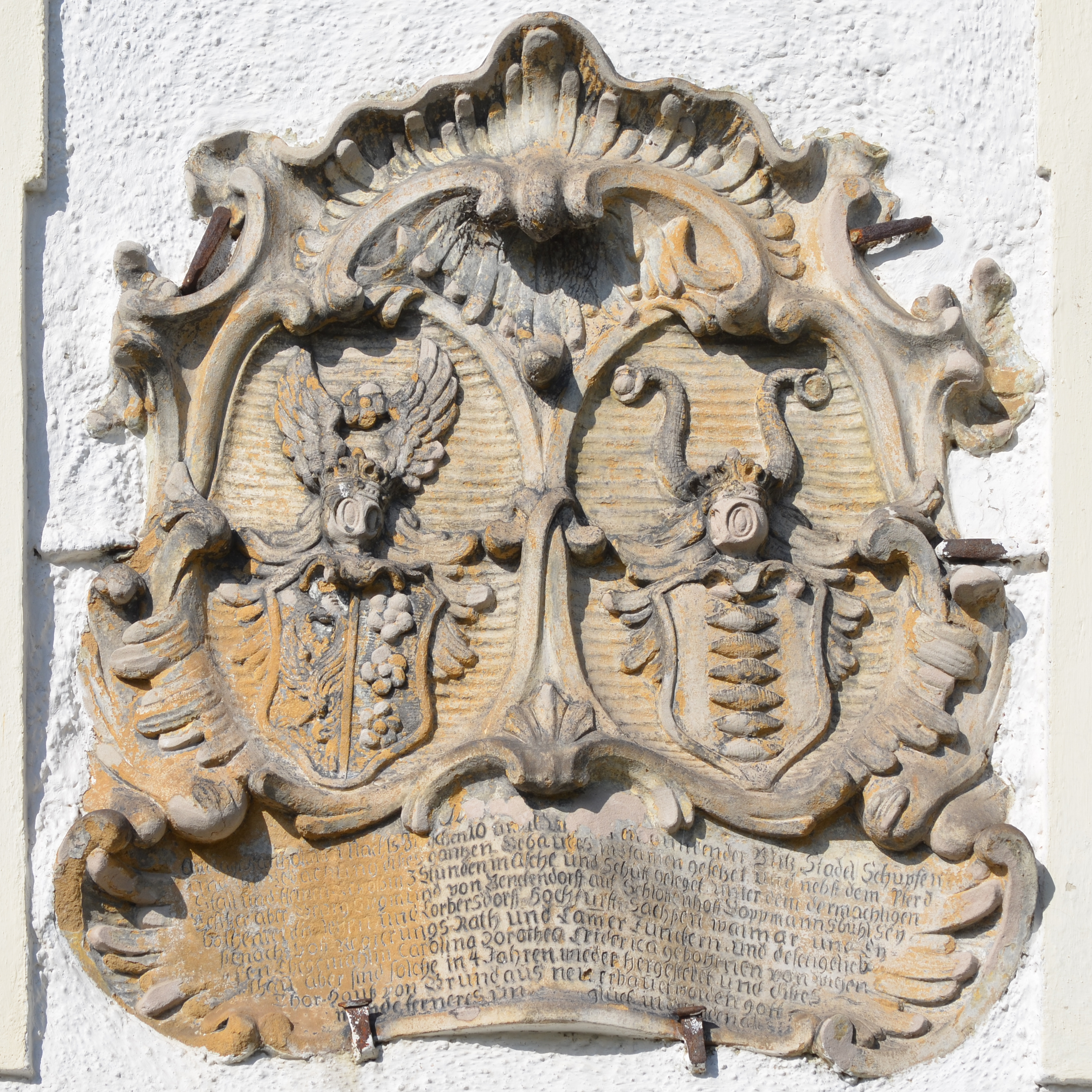
Armoiries d'alliance von Benckendorff et von Wiesenthau[11].
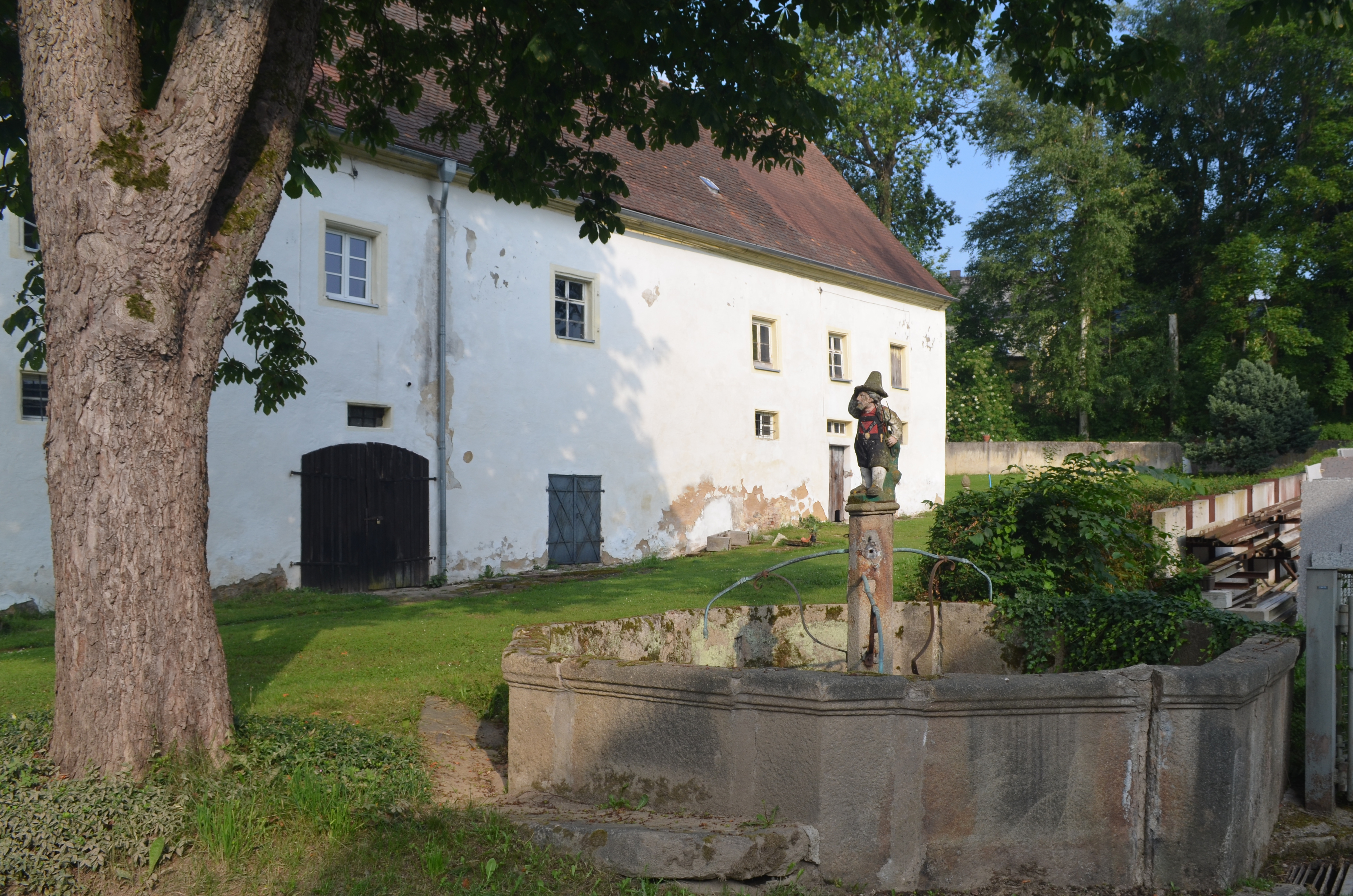
Fontaine et bassin octogonal.
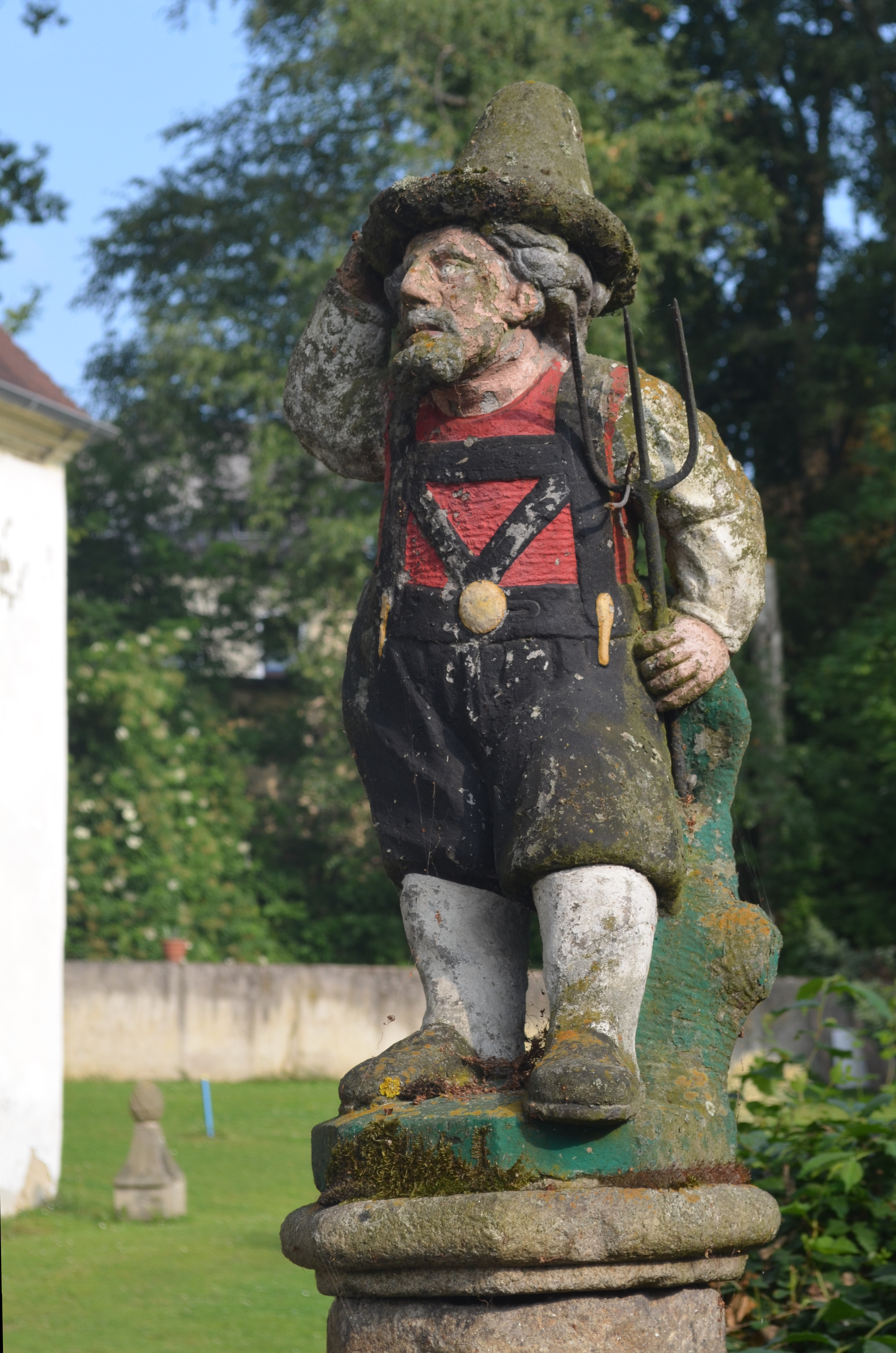
Statue placée au centre du bassin.
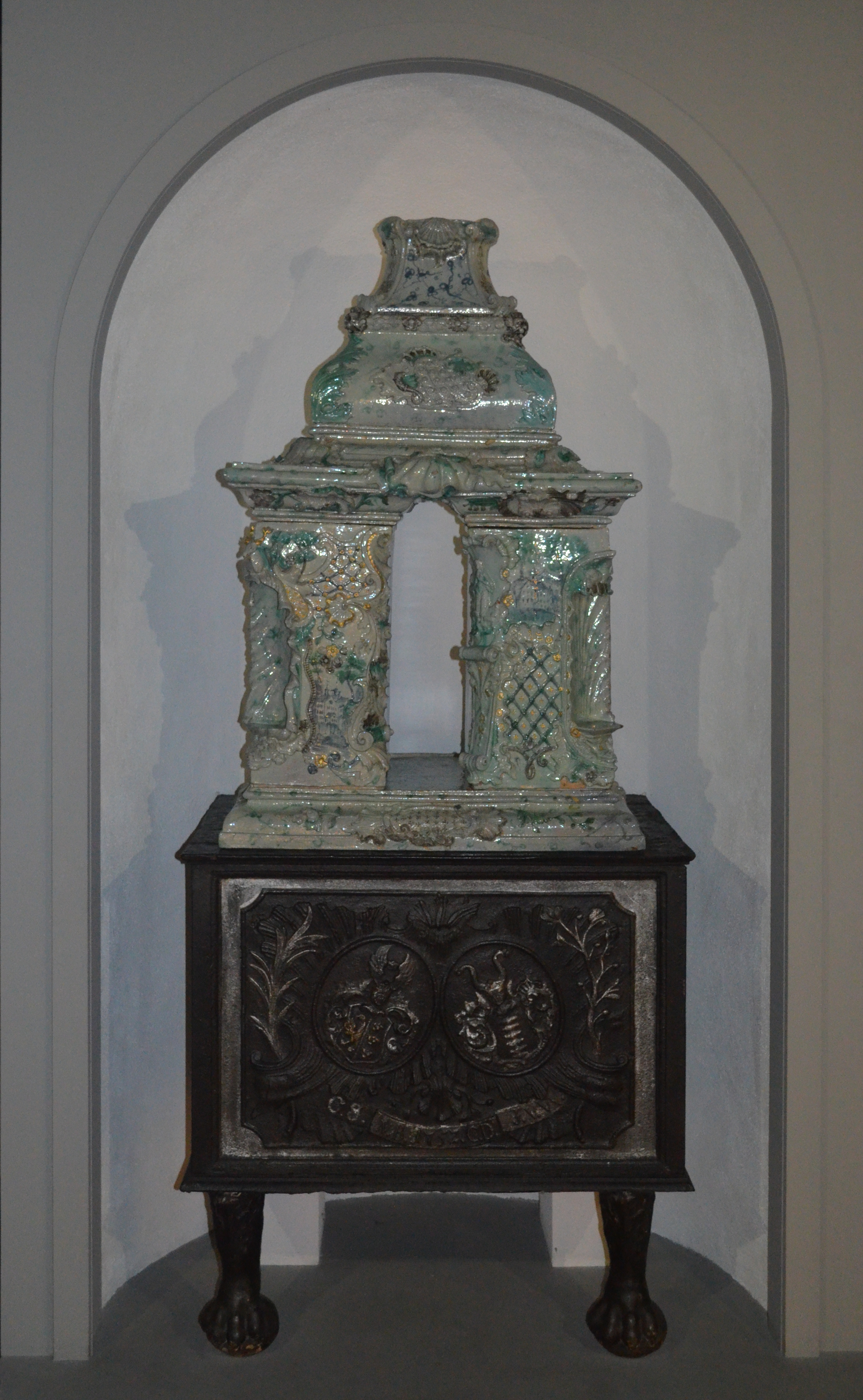
Poêle en faïence et fonte.